# Chrysometa jelskii
Chrysometa jelskii là một loài nhện trong họ Tetragnathidae.
Loài này thuộc chi Chrysometa. Chrysometa jelskii được Herbert W. Levi miêu tả năm 1986.